# Ruta A del metro de Nova York
La Ruta A Eighth Avenue Express és un servei de ferrocarril metropolità subterrani del Metro de Nova York, als Estats Units d'Amèrica. És el servei que recorre més quilòmetres, 50 km, des de l'estació de Inwood-207th Street (a Inwood, Manhattan), a Far Rockaway-Mott Avenue (a Far Rockaway, Queens), o fins a Lefferts Boulevard.
La ruta A opera tot el temps. És de tipus exprés a Manhattan i Brooklyn i local a Queens. Efectua cins viatges en hora punta des de l'estació de Beach 116th Street cap a Manhattan, al matí i a la tarda cinc més des de Manhattan a Rockaway Park-Beach 116th Street. A més a totes hores hi ha un servei de tren llançadora (Rockaway Park Shuttle) que connecta Rockaway Park amb la línia principal per on transcorre la ruta A, a l'estació de Broad Channel.
Al vespre tard i a les nits, aproximadament 10:30 p.m. to 5:30 a.m. (Dissabtes fins a les 6 a.m.; diumenges fins a les 7 a.m.), el servei A és de tipus local a Manhattan, Brooklyn, i Queens, acabant només a Far Rockaway. Durant aquest temps, la llançadora S circula entre les estacions d'Euclid Avenue i Lefferts Boulevard.
La ruta A és l'únic servei que enllaça amb les tres llançadores tot el temps (42nd Street, Franklin Avenue, i Rockaway Park).
A diferència d'altres metros, cada servei no correspon a una única línia, sinó que un servei pot circular per diverses línies de ferrocarril. El servei A utilitza les següents línies:
| Ruta A del Metro de Nova York | Línia                  | <<                    | >>                    | Vies   | Temps                               |
| ----------------------------- | ---------------------- | --------------------- | --------------------- | ------ | ----------------------------------- |
| Ruta A del Metro de Nova York | Eighth Avenue Line     | nord de 168th Street  | nord de 168th Street  | N/A    | sempre                              |
| Ruta A del Metro de Nova York | Eighth Avenue Line     | sud de 168th Street   | sud de 168th Street   | exprés | sempre excepte tard a la nit        |
| Ruta A del Metro de Nova York | Eighth Avenue Line     | sud de 168th Street   | sud de 168th Street   | local  | tard a la nit                       |
| Ruta A del Metro de Nova York | Fulton Street Line     | nord de Euclid Avenue | nord de Euclid Avenue | exprés | sempre excepte tard a la nit        |
| Ruta A del Metro de Nova York | Fulton Street Line     | nord de Euclid Avenue | nord de Euclid Avenue | local  | tard a la nit                       |
| Ruta A del Metro de Nova York | IND Fulton Street Line | sud de Euclid Avenue  | sud de Euclid Avenue  | local  | sempre                              |
| Ruta A del Metro de Nova York | Rockaway Line          |                       | Far Rockaway          | N/A    | sempre                              |
| Ruta A del Metro de Nova York | Rockaway Line          |                       | Rockaway Park         | N/A    | hora punta cap a zona congestionada |